# 衣縫王
衣縫王（きぬぬいのおおきみ、生年不詳 - 慶雲4年11月24日（707年12月22日））は、飛鳥時代の皇族。殖栗皇子の後裔。官位は従四位下・弾正尹。

## 経歴
持統天皇4年（690年）に着工した藤原京の造京司を務め、持統天皇7年（693年）には工事で掘り出された死体を別の場所に埋葬するよう詔を受けた。文武天皇3年（699年）当麻国見らとともに越智山陵（斉明天皇陵か）に派遣され山陵の修造を行った。
元明朝の慶雲4年（707年）11月24日卒去。最終官位は弾正尹従四位下。

## 官歴
『六国史』による。
- 持統天皇7年（693年） 2月10日：見造京司
- 時期不詳：浄広肆
- 文武天皇3年（699年） 10月20日：越智山陵営造使
- 時期不詳：従四位下。弾正尹
- 慶雲4年（707年） 11月24日：卒去（弾正尹従四位下）

## 系譜
- 父：不詳（殖栗皇子？）[2]
- 母：不詳
- 生母不詳の子女
  - 男子：蜷淵伊賀万呂[3]
  - 男子：蜷淵刀名[3]